# راه‌پیمایی روز قدس ۱۳۸۸
در ادامه اعتراضات گسترده مردم به نتایجی که از سوی وزارت کشور در انتخابات دهم ریاست جمهوری و نحوه برگزاری این انتخابات و در شرایطی که همچنان عده کثیری از رهبران اصلاحات در بازداشت و تحت شکنجه قرار داشتند، استراتژی معترضان مبنی بر استفاده از تظاهرات‌ها و تجمعات قانونی و مذهبی جمهوری اسلامی جهت اعلام حضور و بیان دیدگاهایشان، برنامه‌ریزی و فراخوان‌های مختلفی برای حضور مردم در تظاهرات روز قدس در ۲۷ شهریور انجام شد.
این استراتژی پیش از این نیز در نمازجمعه ۲۶ تیر که به امامت هاشمی رفسنجانی اقامه شد با موفقیت انجام شده و میلیون‌ها نفر از مردم در بزرگ‌ترین نمازجمعه تاریخ ایران منتهی گشت.
رسانه‌های حکومتی و نزدیک به دولت احمدی‌نژاد و خامنه‌ای اقدام به تهدید معترضان کرده و خامنه‌ای نیز نسبت به استفاده از این روز برای بیان دیدگاه‌های معترضات هشدار داده بود. امامت نماز جمعهٔ تهران در این روز، با وجود این که گفته می‌شد قرار است طبق روال سال‌های گذشته به عهدهٔ اکبر هاشمی رفسنجانی باشد، به احمد خاتمی محول شد و محمود احمدی‌نژاد نیز سخنران پیش از خطبه بود.
ولی با این وجود در روز قدس صدها هزار تن از طرفداران میرحسین موسوی در تظاهراتی در تهران شرکت کردند. در تظاهرات‌های مشابه در شهرهای شیراز، اصفهان، قم، اهواز، مشهد، تبریز، کرمانشاه و رشت نیز شعارهایی به نفع میرحسین موسوی و مهدی کروبی سر داه شد. این درحالی است که سعید قاسمی از فرماندهان سپاه پاسداران در طی سخنانی در دانشگاه امام صادق تعداد هواداران جنبش سبز در راهپیمایی روز قدس تهران را ۲ میلیون نفر اعلام کرد ولی آنان را ساواکی (سازمان اطلاعات و امنیت رژیم پهلوی) و اعضای سازمان مجاهدین خلق نامید. نیروهای امنیتی و نظامی در برخی نقاط با معترضان برخورد کردند و رئیس پلیس تهران دستگیری ۳۵ نفر در جریان تظاهرات روز قدس در تهران را تأیید کرد.

## پیش‌زمینه

### دعوت رهبران جنبش سبز برای حضور
- حزب اعتماد ملی: حزب اعتماد ملی که دبیر کلی آن برعهده مهدی کروبی نامزد معترض دهمین دوره انتخابات ریاست جمهوری است در بیانه‌ای ضمن یادآوری سخنان خمینی دربارهٔ روز قدس می‌نویسد:امام خمینی (ره) چند روز پس از صدور این پیام تاریخی در سخنرانی مهمی در جمع قشرها مختلف مردم به تاریخ ۲۵ مرداد ۱۳۵۸ در شهر قم با تکیه بر آموزه‌های دین اسلام به‌ویژه وصیت امیرالمؤمنین علی بن‌ابی‌طالب (ع) مبنی بر ضرورت دشمنی با ظالم و حمایت از مظلوم و با تأکید بر این که «روز قدس» یک روز جهانی است، فرمود: «روز قدس روزی نیست که فقط اختصاص به قدس داشته باشد، روز مقابله مستضعفین با مستکبرین است… روزی است که باید مستضعفین مجهز بشوند در مقابل مستکبرین و دماغ مستکبرین را به خاک بمالند. … روز قدس روز اسلام است، روز قدس روزی است که اسلام را باید احیا کرد … و قوانین اسلام در ممالک اسلامی اجرا بشود. … روز قدس فقط روز فلسطین نیست، روز اسلام است؛ روز حکومت اسلامی است. … روزی است که باید به ابرقدرت‌ها فهماند که دیگر آن‌ها نمی‌توانند در ممالک اسلامی پیشروی کنند. … روز قدس روز جدایی حق و باطل است. من از خداوند تبارک و تعالی خواهانم که غلبه بدهد اسلام را بر همه قشرهای عالَم؛ بر همه مستکبرین، مستضعفین را غلبه بدهد؛ و از خدای تبارک و تعالی خواهانم که برادرهای ما را در فلسطین، در جنوب لبنان و در هر جایی از عالَم که هستند، از دست مستکبرین و از دست چپاولگران نجات بدهد.»[۶] سپس در ادامه در بند سوم این بیانیه ضمن دعوت مردم به راهپیمایی در روز قدس می‌نویسد: حزب اعتماد ملی از همه مسلمانان و عدالت‌خواهان جهان به‌ویژه هم‌وطنان فهیم و شریف می‌خواهد که با تأمل در محتوای عمیق و ارزشمند پیام امام راحل (ره) برای روز قدس، در راستای عینیت بخشیدن به مبارزه با استکبار و ظلم و ستم و احیای اسلام و اجرای قوانین اسلام در ممالک اسلامی بکوشند و اجازه ندهند که مراسم این روز بزرگ و حماسی از محتوا تهی و به آیینی دولتی و حکومتی مبدل شود.[۶]

### هشدار برخی سران نظام
- سید علی خامنه‌ای: علی خامنه‌ای در نماز جمعه ۲۱ رمضان روز قدس را یکی از برجسته‌ترین یادگارهای خمینی دانست و افزود که روز قدس روز زنده کردن یاد و نام فلسطین است. رهبر جمهوری اسلامی این روز را مظهر وحدت ملت ایران نامید و هشدار داد که مبادا کسانی از این روز برای ایجاد تفرقه استفاده کنند. خامنه‌ای گفت باید از تفرقه ترسید و با آن مبارزه کرد. خامنه‌ای نسبت به بهره‌برداری سیاسی از روز جهانی قدس هشدار داد و گفت که این گروه‌ها را متوقف خواهد کرد.[نیازمند منبع]
- حسین شریعتمداری: شریعتمداری در یادداشت روز یکشنبه ۲۲ شهریور روزنامه کیهان با عنوان فراتر از خطا ! تظاهرکنندگانی را که قصد دارند با نمادهای سبز رنگ در راهپیمایی روز قدس شرکت کنند، به برخورد شدید تهدید کرد و آن‌ها را «مزدور اسرائیل» خواند. او به معترضان هشدار داد و گفت:تمامی کسانی که روز قدس با شعار و نشانه‌های تفرقه انگیز در صحنه حاضر می‌شوند، چه بدانند و چه ندانند و چه بخواهند و چه نخواهند، مزدور اسرائیل هستند و در این میان، آن‌ها که دانسته آمده‌اند، در جنایات وحشیانه اسرائیل سهیم می‌باشند و آنان که به فریب آمده‌اند، اگرچه، جرم کمتری دارند ولی مقابله با آن‌ها ضرورتی اجتناب ناپذیر است.[۷] شریعتمداری در توجیه لزوم برخورد فیزیکی طرفداران دولت با معترضان در روز راهپیمایی قدس راهپیمایان جنبش سبز را مصداق «دیوانه‌هایی که بر آن‌ها حرجی نیست» دانسته و نوشته‌است:مگر دیوانه‌ها مصداق لیس علی المجنون حرج نیستند؟ ولی اگر دیوانه ای با دشنه قصد کشتن کودک معصومی را داشته باشد، مقابله با او به هر قیمتی که تمام شود ضروری است، هرچند که دستگاه قضایی او را به این علت که دیوانه است، مجرم نشناسد.[۷]

### انتصاب احمد خاتمی و احمدی‌نژاد
بر خلاف ۲۷ سال گذشته که خطبه‌های روز قدس را آیت‌الله هاشمی رفسنجانی قرائت می‌کرد در این سال، احمد خاتمی از سوی ستاد اقامه نمازجمعه به عنوان خطیب این روز انتخاب شد. همچنین محمود احمدی‌نژاد به عنوان سخنران پیش از خطبه‌ها انتخاب شد.
آیت‌الله رفسنجانی در واکنشی نسبت به این مسئله در نخستین مصاحبه خود پس از انتخابات دهمین دوره ریاست جمهوری اسلامی ایران، در گفتگویی با شبکه خبری العالم اظهار داشت: 
حضور افراد خیلی تفاوت نمی‌کند، بالاخره هر خطیبی که به نماز جمعه بیاید و برای مردم صحبت بکند، از حق مردم فلسطین دفاع خواهد کرد و با محکوم کردن ظلم‌های رژیم اسرائیل علیه ملت فلسطین خواسته‌های ملت ایران را نیز مطرح خواهد کرد.
 رفسنجانی در این باره همچنین گفت: 
گمان نمی‌کنم ضرورت داشته باشد که همیشه پس از سی سال بازهم من آن روز خطبه بخوانم، بالاخره من در دیگر خطبه‌های نماز جمعه هم می‌توانم حرف‌های فلسطینی‌ها را بزنم به نظر من خیلی نباید به این مسئله ابعاد سیاسی داد.

### بیانیه سپاه
سپاه پاسداران روز پنجشنبه ۲۶ شهریور طی اطلاعیه‌ای به کسانی که به گفته خود قصد رخنه و ایجاد انحراف و تفرقه بین مردم را دارند هشدار داد. در این اطلاعیه‌ای آمده‌است: 
دشمنان انقلاب و نظام و شکست‌خوردگان عرصه انتخابات اخیر در تلاش هستند برای انتقام از مردمی که با خلق حماسه ۲۲ خرداد و حضور بی‌نظیر ۸۵ درصدی خود، فصل نوینی در روند پیشرفت و تعالی کشور گشوده‌اند، باحرکات خاص و شعارهای انحرافی و استفاده از نمادهای فریبنده رنگین و عمل کردن به نسخه رسانه‌های بیگانه و صهیونیستی در صفوف متحد مردم اخلال ایجاد کرده و شعارهای واحد و کوبنده ملت علیه اشغالگران سرزمین فلسطین را به شعارهای انحرافی و مورد رضایت آمریکایی‌ها و صهیونیست‌ها مبدل سازند.

این اطلاعیه ضمن هشدار به معترضین به نتایج انتخابات و اعلام برخورد قاطع سپاه و بسیج با آن‌ها می‌افزاید: 
به اشخاص و جریان‌هایی که در صدد ریختن آب به آسیاب دشمن صهیونیستی هستند هشدار می‌دهیم چنانچه قصد هرگونه اخلال و بی‌نظمی در راهپیمایی با شکوه روز قدس را داشته باشند با برخورد قاطع فرزندان شجاع و غیور ملت مواجه خواهند شد

## تظاهرات مردمی
با وجود حضور گسترده نیروهای لباس شخصی در خیابان‌های اطراف دانشگاه تهران و زد و خوردهای پراکنده‌ای که میان آن‌ها و تعدادی از راهپیمایان به وقوع پیوست، صدها هزار تن از حامیان موسوی با در دست داشتن عکس‌هایی از میرحسین و نمادهای سبز ضمن حمایت از ملت فلسطین و آزادی قدس مخالفت خود را با عملکرد دولت محمود احمدی‌نژاد اعلام کردند.
معترضان که این مراسم را فرصتی مهم برای حضور در سطح شهر و اعلام اعتراض خود می‌دانستند به دلیل ممانعت نیروهای لباس شخصی و مأموران انتظامی امکان نزدیک شدن به دانشگاه تهران را نیافتند و عمدتاً در خیابان‌های کارگر شمالی (امیرآباد)، آزادی، بلوار کشاورز، میدان ولیعصر (عج)، کریمخان زند، میدان هفت‌تیر، خیابان ولیعصر (عج) به راهپیمایی و سر دادن شعار پرداختند.
در همین حال شاهدان عینی از زد و خوردهای پراکنده و دستگیری برخی معترضین توسط نیروهای لباس شخصی و مأموران انتظامی خبر دادند. از شلیک گاز اشک‌آور در برخی خیابان‌ها نیز خبرهایی رسید. در این راهپیمایی میرحسین موسوی، مهدی کروبی، سید محمد خاتمی و برخی دیگر از چهره‌های سرشناس اصلاح‌طلب از یکسو و مسئولان رسمی عالی‌رتبه از جمله‌هاشمی رفسنجانی با حضور در بین مردم این روز را گرامی داشتند.

### شخصیت‌های حاضر
- میرحسین موسوی نخست‌وزیر سابق جمهوری اسلامی ایران و نامزد معترض به نتایج انتخابات خرداد ۱۳۸۸ در این تظاهرات شرکت کرده و مورد استقبال بسیار مردم قرار گرفت.[نیازمند منبع]
- سید محمد خاتمی رئیس‌جمهوری پیشین جمهوری اسلامی ایران این راهپیمایی را از مسیر خیابان حجاب به سمت خیابان ولیعصر آغاز کرد و مورد استقبال مردم قرار گرفت؛ ولی در این مسیر مورد تعرض افرادی موسوم به گروه فشار و لباس شخصی به رهبری ابوالفضل شریعتمداری پسر حسین شریعتمداری مدیرمسئول روزنامه کیهان قرار گرفت که با دخالت مردم و پلیس ضد شورش این درگیری به پایان رسید و تنها عمامه خاتمی بر زمین افتاد. سپس با توجه به جمعیت انبود مردم، بلافاصله مردم در برابر این گروهک تندرو ایستادند و با حلقه زدن به دور او از او دفاع کردند.[۱۱] بعد از این حمله، خاتمی راهپیمایی را ترک کرد.[۱۲][۱۳]
- مهدی کروبی نیز در میان استقبال پرشور مردم و در میان حلقه‌ای که مردم برای جلوگیری از هرگونه تعرضی به دور او زده‌اند از میدان هفت‌تیر به سمت دانشگاه تهران حرکت کرد.[۱۱]
- اکبر هاشمی رفسنجانی در محدوده خیابان انقلاب بالاتر از میدان فردوسی به مردم ملحق شد.[۱۱]

### صدای شعارهای معترضان در مصاحبهٔ زندهٔ احمدی‌نژاد
در حالی که محمود احمدی‌نژاد در حال مصاحبهٔ زنده از شبکهٔ ۲ صداوسیمای ایران بود، صدای شعار «احمدی احمدی، استعفا استعفا» به وضوح قابل شنیدن بود.

### درگیری‌ها
در یک تفاوت آشکار با راهپیمایی‌های اعتراضی پیشین، نیروهای پلیس در بیشتر اوقات خویشتنداری زیادی از خود نشان داده و در هنگام رویارویی معترضان با طرفداران دولت -که بسیاری از آن‌ها با اتوبوس از شهرهای دیگر به مراسم اعزام شده بودند- و دسته‌های بسیجی از دخالت پرهیز می‌کردند. نیروهای گارد ویژه در مسیرهای منتهی به دانشگاه تهران زنجیره‌های تشکیل داده بودند تا از ورود معترضان جلوگیری کنند که در این امر ناموفق بودند. همچنین فشار مردم در خیابان ۱۶ آذر برای عبور از بین نمازگزاران باعث درگیری جزئی شد که پلیس با وجود روزه‌دار بودن مردم به پرتاب گاز اشک‌آور اقدام کرد و غلامحسین الهام به همراه محافظانش از منطقه فرار کرد.
در مناطقی همچون میدان هفت تیر و تقاطع خیابان مطهری و ولیعصر درگیری شدیدی میان نیروهای پلیس و بسیجی با معترضان رخ داد و پلیس با استفاده از گاز اشک‌آور و تیراندازی هوایی و باتوم هجوم برده و سعی در متفرق کردن آنان داشت. معترضان هم در منطقه پل کریمخان و میدان ونک چند کلانتری را به آتش کشیدند.
بسیاری از تظاهرکنندگان در تهران و برخی شهرهای دیگر بازداشت شدند. بنا به گفتهٔ فرمانده نیروی انتظامی تهران بزرگ در این روز، ۳۵ نفر در تهران بازداشت شدند. اما خبرنامه امیرکبیر تعداد بازداشت‌شدگان در تهران را بیش از ۲۰۰ نفر برآورد کرده و از دستگیری ده‌ها نفر در اصفهان و شیراز خبر می‌دهد. در شیراز نیروهای ویژه در مقابله با تظاهر کنندگان از گاز فلفل استفاده می‌کردند اما معترضان با بسیجیان و پلیس درگیر شده و توانستند تعدادی از بازداشت‌شدگان را آزاد کنند. در مشهد هم تعداد زیادی از افرادی که نماد سبز همراه خود داشتند و علامت V نشان می‌دادند دستگیر شدند. رسانه‌های هوادار جنبش سبز تعداد بازداشت‌شدگان مشهد را حداقل ۵۰ نفر برآورد کرده‌اند.

## شعارهای متفاوت
یکی از وجوه تمایز این راهپیمایی با مراسم هر ساله شعارهای این مراسم بود به‌طوری‌که شعارهای «مرگ برچین»، «مرگ بر روسیه» و «نه غزه، نه لبنان، جانم فدای ایران» جزو شعارهای متفاوت با سال‌های پیش در این تظاهرات بود. بر اساس گزارش خبرگزاری فرانسه در هنگام سخنرانی محمود احمدی‌نژاد در نماز جمعه شعار مرگ بر دیکتاتور از خیابان‌های اطراف شنیده شد.

### شعارها
تعدادی از شعارها.
- احمدی، احمدی این آخرین پیامه؛ جنبش سبز ایران آماده قیامه.[۲۳]
- موسوی دستگیر بشه ایران قیامت میشه[نیازمند منبع]
- کروبی دستگیر بشه ایران قیامت میشه[نیازمند منبع]
- درود بر جنبش سبز ایران[نیازمند منبع]
- ما اهل کوفه نیستیم، پول بگیریم بایستیم.[نیازمند منبع]
- منتظری زنده باد، صانعی پاینده باد[نیازمند منبع]
- نه غزه نه لبنان جانم فدای ایران[۲۴]
- مردم چرا نشستین، ایران شده فلسطین[۲۵]
- دروغگو، دروغگو ۶۳ درصدت کو؟[۲۴]
- مرگ بر دیکتاتور[۲۴]
- کروبی بت‌شکن بت بزرگ را بشکن[نیازمند منبع]
- فلسطین آزاد است، ایران شکنجه گاه است.[نیازمند منبع]
- فلسطین فلسطین ما هم مثل تو هستیم[نیازمند منبع]

علیرضا بهشتی، در پاسخ به نامهٔ اعتراضی احمد توکلی به موسوی و خاتمی، که به برخی شعارها در این روز اعتراض کرده بود، نوشت: 
شعارهایی که در نامهٔ خود به آن‌ها اشاره کرده‌اید یقیناً مورد علاقه و توصیه کسانی که برایشان نامه نوشته‌اید نیست. آیا به صرف اعلام برائت آنان نگرانی شما رفع می‌شود؟ آنان حتماً این کار را خواهند کرد، و مطمئناً این اقدام آنان صورت مسئله را از میان نخواهد برد، اگر نتواند اعتماد از دست رفته مردم نسبت به حاکمانشان را باز پس بیاورد. … در روز قدس شعارهایی داده شده و اینک مهندس میرحسین موسوی و حجت‌الاسلام و المسلمین خاتمی از سوی آقای توکلی به این خاطر مورد مؤاخذه قرار دارند. آیا این مؤاخذه به حق است؟ اولاً گزارش‌هایی که ما از افراد حاضر در صحنه به دست آورده‌ایم نشان می‌دهد شعارهایی که آقای توکلی در نامه خود آورده و صداوسیما با آب و تاب رویش کار کرده شعارهای اصلی راهپیمایان نبوده‌است. ثانیاً همان عده قلیل هم از روی عصبانیت و نه به عنوان یک سیاست راهبردی این شعارها را سر می‌دادند… آیا صداوسیما انبوه سبزها را ندید؟ به راستی اگر ادعای صدا و سیما درست باشد و این تعداد از مردم ما هوادار اسرائیل باشند دیگر چه چیز از نظام باقی می‌ماند؟!

## نماز جمعه
بر خلاف ۲۷ سال گذشته که خطبه‌های روز قدس را هاشمی رفسنجانی قرائت می‌کرد امسال سید احمد خاتمی از سوی ستاد اقامه نمازجمعه به عنوان خطیب این روز انتخاب شد.

### سخنرانی احمدی‌نژاد[۲۷]
محمود احمدی‌نژاد به عنوان سخنران پیش از خطبه‌ها مجدداً هولوکاست را انکار کرد:
افسانه هولوکاست را راه می‌اندازند، دروغ می‌گویند، نمایش بازی می‌کنند، خودشان یهودی‌ستیزی راه می‌اندازند، از یک طرف خود پرچم حمایت از یهودی‌ها را بلند و از طرف دیگر همه ارزش‌های انسانی را پای این رژیم قربانی می‌کنند. همین‌ها که وقتی پای یک گربه در کشورهایی مثل ملت ما که علیه سیاست‌های آن‌ها هستند، زیر ماشین شهرداری می‌رود یا یک نفر در خیابان پایش به جدول می‌گیرد و دستش خراشیده می‌شود، ده‌ها قطعنامه حقوق بشر صادر می‌کنند، ادعاهای حقوق بشری و انسانی‌شان وقتی به رژیم صهیونیستی می‌رسد، رنگ می‌بازد و آنجا دیگر موضوعیت ندارد. همه جنایت‌ها را پوشش می‌دهند و حمایت و به قول خودشان ماست‌مالی می‌کنند، به‌طور مطلق از جنایت‌ها حمایت می‌کنند و وقتی به کشورهایی مثل ما می‌رسند که انتخابات صد در صد آزاد در آن برگزار می‌شود، یک نفر را این گوشه و کنار پیدا می‌کنند و حرفی از دهانش می‌کشند که «ای داد و بیداد! در ایران آزادی مخدوش شد»، اما وقتی به فلسطین می‌رسیم دیگر شعار آزادی وجود ندارد و برای مردم فلسطین آزادی و حقوق بشر معنا ندارد.

#### واکنش‌ها
اظهارات وی واکنش تند کشورهای مختلف را بدنبال داشت. فرانک والتر اشتاین‌مایر وزیر خارجه آلمان گفت:
این یهودی‌ستیزی آشکار، باید از سوی ما به‌طور مشترک محکوم شود. در آینده نیز ما در مقابل یهودی‌ستیزی دست به مقابله خواهیم زد. با بیان مهملات و اراجیف غیرقابل تحمل ننگ کشور خود است.

رابرت گیبز، سخنگوی کاخ سفید نیز گفت که احمدی‌نژاد با اظهاراتش کشورش را منزوی می‌کند. دیوید میلیبند وزیر امورخارجه بریتانیا انکار مجدد هولوکاست از سوی احمدی‌نژاد را انزجارآور و نشان از بی‌اطلاعی او دانست. وزارت امور خارجه روسیه نیز با صدور بیانیه‌ای اظهارات وی را غیرقابل قبول دانست.

### فرازهایی از خطبه[۳۱]
سید احمد خاتمی، خطیب نماز جمعه تهران گفت:
حضرت علی (ع) فرمودند: اگر خوارج نهروان کاری به کار ما نداشته باشند کما این که مخالف باشند ما هم کاری با آن‌ها نداریم و می‌توانند زندگی‌شان را کنند و اگر اهل بحث، مناظره و حرف حساب باشند با آن‌ها مناظره می‌کنیم اما اگر بخواهند افساد کنند با آن‌ها می‌جنگیم که این سیره علوی است و از مصادیق بارز افساد نیز براندازی است.

وی اصول ۲۴، ۲۶ و ۲۷ را یادآوری کرد و گفت: این اصول تصریح دارد که نظام مقتدر اسلامی بیمی از طرح آرای مخالف ندارد چرا که آنچه که بر حق است بیمی از این آرا نباید داشته باشد. احمد خاتمی بر اساس اصل ۱۲ قانون اساسی دگراندیشی را در نظام اسلامی جرم ندانست و گفت:
امامان ما بزرگ‌مردانی بودند که کسانی خدمت آن‌ها می‌رسیدند و از صدر تا ذیل مقدسات را زیر سؤال می‌بردند اما امامان به آن‌ها پاسخ می‌دادند. البته اگر کسانی بخواهند اساس نظام اسلامی را هدف قرار دهند نظام اسلامی ما مقتدرانه و قاطعانه از خودش دفاع می‌کند.

او تفرقه در هر جامعه‌ای را عامل آسیب‌رسان آن جامعه عنوان کرد و گفت:
دلسوزان نظام همواره دم از وحدت می‌زنند که این دم زدن مقدس است. البته حرف این است که وحدت در کدام چارچوب باید باشد؟ وحدت در چارچوب تعریف شده نظام مقدس اسلامی و حول محور قانون اساسی مدنظر است که از برجسته‌ترین اصول اصل اسلام و ولایت فقیه‌است. وی گفت: هر وحدتی که هر کس با سلیقه شخصی خود تعریف می‌کند مدنظر نیست.

## پس از تظاهرات

### اختلال در شبکهٔ مخابرات
همزمان با تظاهرات شبکهٔ موبایل در محل‌های تظاهرات قطع شده بود. همچنین در ساعات پس از تظاهرات، اختلال‌هایی در شبکهٔ پیام کوتاه کشور ایجاد شد.

### عدم پخش مستقیم مسابقهٔ فوتبال ورزشگاه آزادی
پس از تظاهرات اعتراض‌آمیز مخالفان دولت، مخالفان دولت در ورزشگاه آزادی و در مسابقه بین تیم‌های استقلال و استیل آذین که با حضور هفتاد هزار تماشاگر برگزار شد، حضور یافتند. در حالی که قرار بود این بازی به‌طور زنده پخش شود به دلیل وجود عناصر و شعارهای سبز از سوی تماشاگران، عنوان شد که به دلیل مشکل فنی پخش مستقیم این بازی از شبکهٔ ۳ میسر نیست. با این حال بخش‌هایی از این بازی به صورت سیاه و سفید از شبکهٔ جام جم پخش می‌شد. در نهایت تلویزیون ایران مسابقه را با تأخیر یک ساعته، بدون صدای درون ورزشگاه، با یک دوربین تصویربرداری و با کیفیت پائین پخش کرد صدای شعارهای ضد دولتی در ورزشگاه از رادیو ورزش که بازی را به‌طور مستقیم پخش می‌کرد شنیده شد.

### تشدید فیلترینگ
بعد از پایان راهپیمایی، عصر همان روز، به جهت سانسور خبری و جلوگیری از پخش اخبار و ویدیوها توسط مردم، دسترسی به شبکه اینترنت و شاهراه‌های ارتباطی کل کشور مختل شد. تا جایی که سایت‌های جیمیل و یاهو و یاهو مسنجر نیز برای جلوگیری از ارسال تصاویر و عکس‌های راهپیمایی فیلتر شدند. همچنین وبسایت پارلمان نیوز وابسته به فراکسیون خط امام نمایندگان مجلس شورای اسلامی هم برای دومین بار فیلتر شد.

## دیدگاه‌ها دربارهٔ تظاهرات
میرحسین موسوی: در بیانیهٔ شمارهٔ ۱۳ خود به تاریخ ۶ مهر دربارهٔ این روز گفت: 
راهپیمایی روز قدس امسال در روند حوادث چند ماه گذشته بدون تردید یک نقطه عطف محسوب می‌شود. نتایجی بسیار مبارک از آنچه در این مناسبت اتفاق افتاد انتظار می‌رود که مختص به یک سلیقه و یک گرایش نیست، بلکه فضلی عام و دستاوردی برای تمام کسانی است که در این سرزمین ریشه دارند، حتی اگر برخی از آن‌ها به خاطر پیشداوری‌های نادرست اینک و امروز نتوانند این نعمت و رحمت را لمس کنند.

همچنین میرحسین موسوی در تاریخ ۸ مهر در دیدار با اعضای فراکسیون خط امام مجلس گفت: 
برای نمونه برای روز قدس هیچ اطلاعیه‌ای داده نشد، ولی این حضور عظیم در راه‌پیمایی روز قدس را شاهد بودیم و این در شرایطی بود که با تهدیدات انجام گرفته و حوادثی که در طول سه ماه گذشته اتفاق افتاده بود بسیاری از خانواده‌ها از حضور فرزندانشان در خیابان به دلیل نگرانی‌هایی که داشتند جلوگیری کرده بودند، و این به جز نتیجه و اثر این شبکه نبود.